# Master Control Program
MCP, iniciais de Master Control Program, ou "programa mestre de Controle", era Sistema Operacional (no Brasil) ou Sistema Operativo (em Portugal) dos mainframes da empresa Burroughs Corporation, que depois passou a se chamar Unisys.
Era o programa responsável pelo controle operacional de equipamentos de grande porte das Series B6000 da Burroughs e depois dos maiores computadores da Série A, seguidos do NX da Unisys.
Em 1963, a Burroughs lançou o computador B-5000 com sistema operacional Master Control Program (MCP), que oferecia multiprogramação, memória virtual som segmentação e multiprocessamento assimétrico, além de ser o primeiro sistema a ser desenvolvido em uma linguagem de alto nível. No mesmo ano, a Control Data Corporation anunciou o lançamento do primeiro supercomputador, o CDC 6600, projetado por Seymour Cray.